# آرگانا
آرگانا (انگلیسی: Agrana) شرکت صنایع غذایی اتریشی است، که در سال ۱۹۸۸ تأسیس شد.